# Quo primum

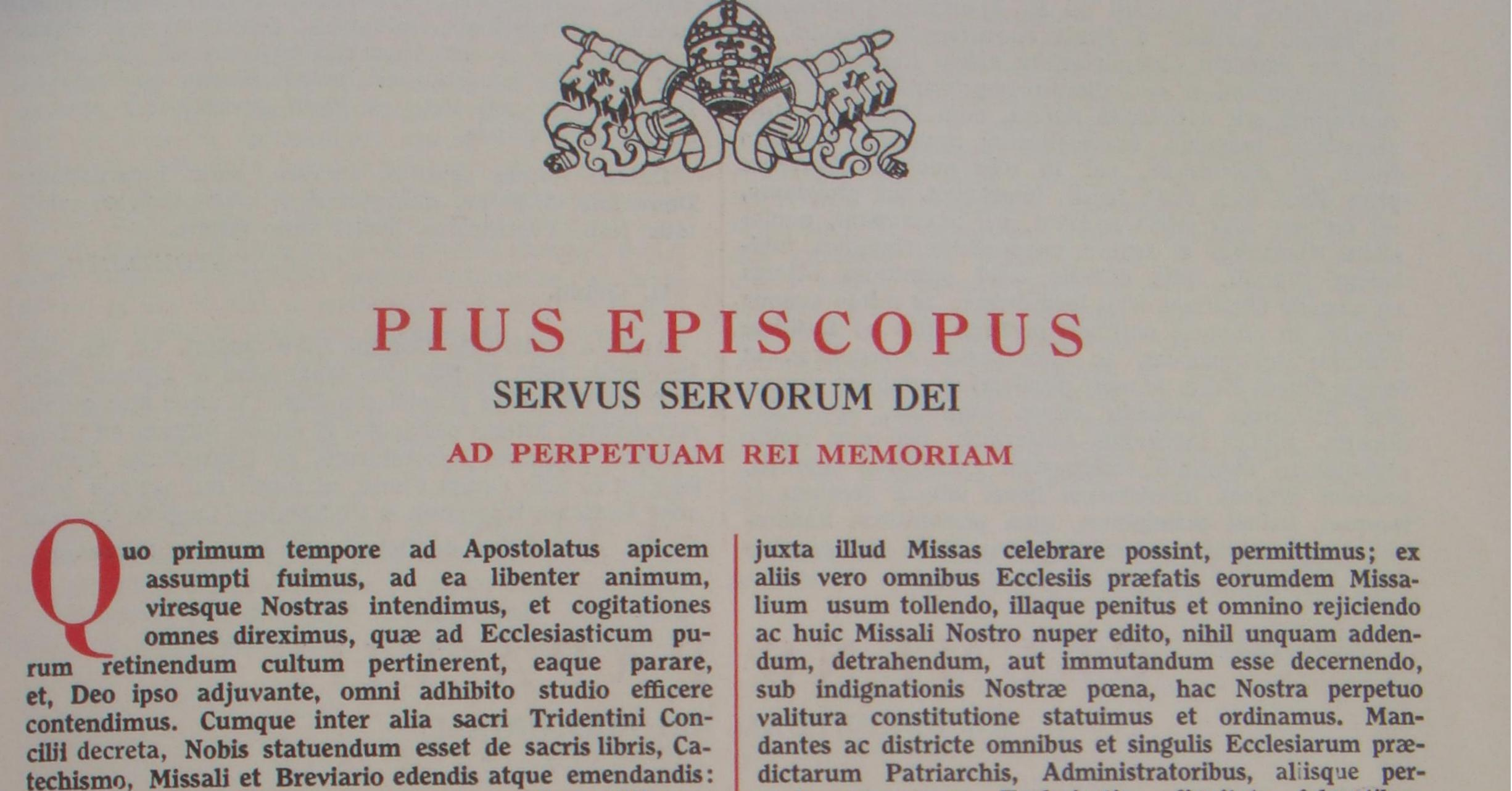
Bula Quo primum

Quo primum (česky Od začátku) je incipit apoštolské konstituce ve formě papežské buly vydané papežem Piem V. dne 14. července 1570. Bula stanovila vydání Římského misálu z roku 1570 a jeho používání bylo povinné po celou dobu latinského obřadu katolické církve (po vydání Summorum pontificum nazývaná jako mimořádná forma římského ritu), kromě případů, kdy existoval jiný mešní řád, který byl užíván nejméně dvě stě let.

## Historie
Papež Pius V. se snažil reformovat církev zevnitř. Ideou byla mše svatá bez úprav podle vůle jednotlivých kněží, kteří si často během prováděných obřadů přidávali či ubírali dle aktuální potřeby. V roce 1566 vydal Římský katechismus, v roce 1568 byl pod jeho záštitou vydán přepracovaný kněžský breviář a nakonec roku 1570 i misál. Forma mše, kterou misálem z roku 1570 kodifikoval, byla platná od nepaměti, spolu s ní byly zachovány i formy mše, které byly starší 200 let (např. dominikánský, karmelitánský, ambrosiánský či mozarabský ritus).

## Text

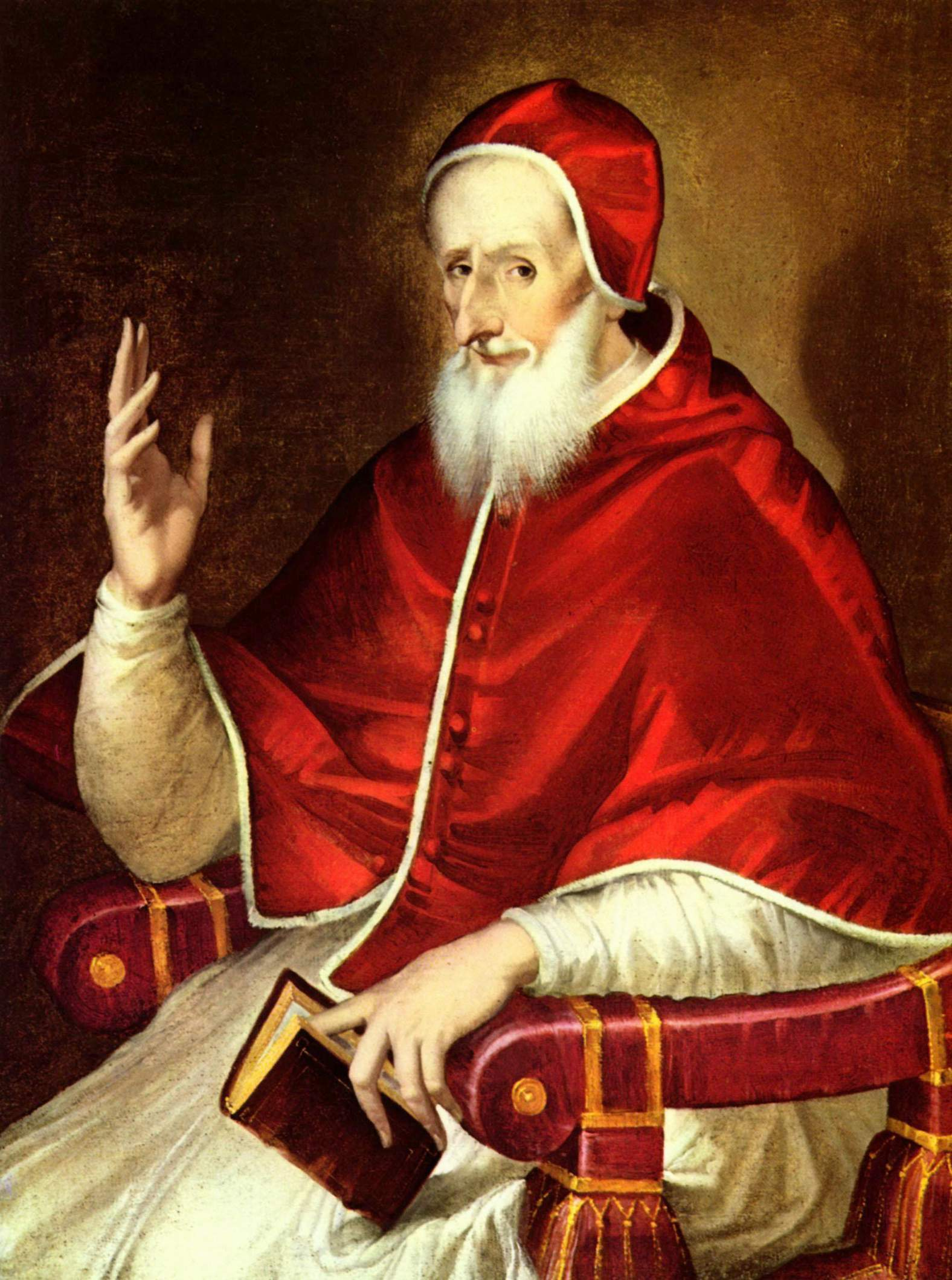
Svatý Pius V.

Text buly popisuje důvody papeže Pia V. k ustanovení konkrétních opatření, kterým přiznává neporušitelnou normu pro slavení této starobylé formy mše. Základním nařízením a zároveň povolením je sloužení mše svaté podle misálu z roku 1570.
| „            | Nařizujeme, a to přísně všem (...) aby (...) zpívali i četli podle ritu a způsobu a normy, která se tímto misálem námi nyní podává a nechť také při sloužení mše se neodvažují přidávat nebo předčítat jiné ceremonie nebo modlitby, než jak je obsahuje tento náš misál. A tak, aby mohli a směli tohoto misálu svobodně a právem užívat při zpívané nebo čtené mši v kterémkoli kostele a bez výčitek svědomí, bez hrozeb nějakými tresty, odsuzováním a zákazy, svou apoštolskou mocí a to navždy povolujeme. | “ |
| — Quo primum | |   |

## Církevní tresty
Za porušení nařízení v bule nejsou stanoveny světské sankce, avšak Pius V. hovoří o trestech Božích, ve smyslu latae sententiae.
| „            | Vůbec nikdo z lidí nesmí zrušit tuto stránku našeho povolení, ustanovení, nařízení, rozkazu, koncese, dovolení, prohlášení vůle, rozhodnutí a zadržení (zákazu), ani se jí v nerozvážné opovážlivosti protivit. Jestliže by se však někdo odvážil zkusit to, nechť ví, že ho stihne hněv všemohoucího Boha a jeho apoštolů Petra a Pavla. | “ |
| — Quo primum | |   |